# Carlos Molina Cosano
Carlos Molina Cosano (geboren am 31. Mai 1991 in Barcelona) ist ein spanischer Handballspieler, der auf der Position linker Rückraum bzw. am Kreis eingesetzt wird.

## Vereinskarriere
Molina begann bei Córdoba Balonmano mit dem Handballspielen. Er spielte anschließend von Juni 2008 bis 2012 beim FC Barcelona (B), dann von März 2012 bis 2013 beim BM Arágon. Bis 2015 war er danach bei Bada Huesca aktiv und von 2015 bis 2017 für Naturhouse La Rioja. Im Jahr 2017 wechselte er nach Deutschland zum SC Magdeburg. Zur Saison 2019 ging er nach Portugal, wo er bis 2020 bei Benfica Lissabon spielte. Er steht seit dem Jahr 2020 bei HK Motor Saporischschja unter Vertrag. Nach dem russischen Überfall auf die Ukraine 2022 spielte Molina kurzzeitig wieder in Spanien in der Liga Asobal (bei Blendio Sinfín), bevor sein Team vorübergehend in Deutschland in der 2. Bundesliga aufgenommen wurde. Im Sommer 2023 wechselte er zum ungarischen Erstligisten Pick Szeged. Nach der Spielzeit 2023/2024 verließ er den Verein. Im Oktober 2024 wurde er von Bada Huesca verpflichtet.
Mit den Teams aus Barcelona, Saragossa, Huesca, Logroño, Magdeburg, Lissabon und Saporischschja nahm er an europäischen Vereinswettbewerben teil.

## Auswahlmannschaften
Molina stand im Aufgebot spanischer Nachwuchsauswahlmannschaften. Sein erstes Spiel in der Jugendnationalmannschaft Spaniens bestritt er am 18. Februar 2008 in einem Spiel gegen die Auswahl von Zypern (24:25). Er nahm mit der Mannschaft an der U-18-Europameisterschaft 2008 teil. Er wurde in 20 Spielen der Jugendauswahl eingesetzt und erzielte dabei 36 Tore.
Am 30. Oktober 2009 stand er erstmals für die Juniorennationalmannschaft bei einem Spiel in León gegen Portugal im Aufgebot. Mit Spaniens Junioren nahm er an der U-20-Europameisterschaft 2010 und der U-21-Weltmeisterschaft 2011 teil. In 30 Spielen der Junioren erzielte er 86 Tore.
Seinen ersten Einsatz für die spanische A-Nationalmannschaft bestritt er am 5. April 2014. Bis 5. November 2016 wurde er in acht Länderspielen eingesetzt und warf darin drei Tore.
Er war in elf Partien für die spanische Beachhandballnationalmannschaft aktiv.

## Erfolge
- Ukrainische Meisterschaft 2021, ukrainischer Pokal 2021 und ukrainischer Supercup 2021[6]